# Jüdischer Friedhof Baden

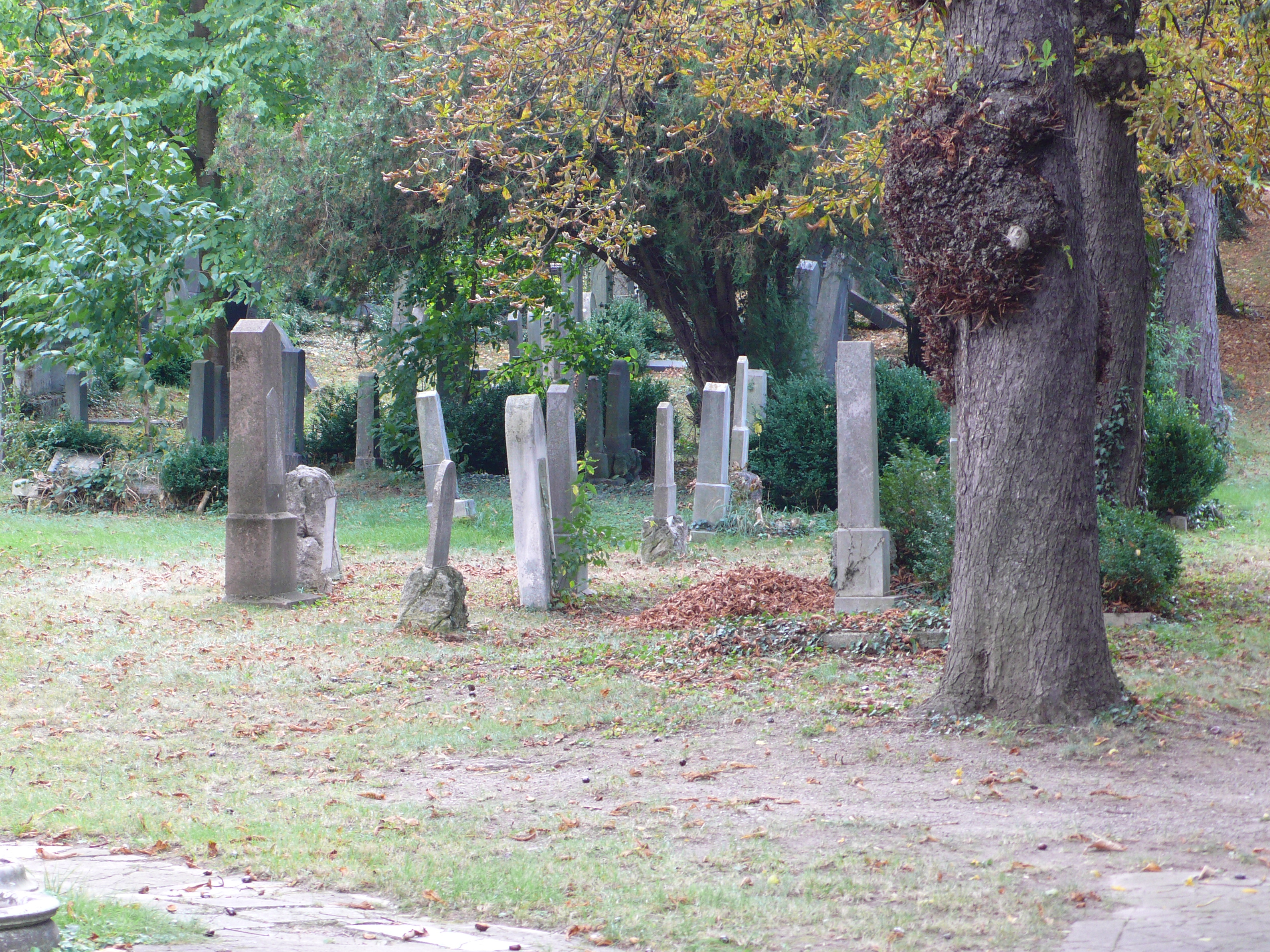
Jüdischer Friedhof in Baden in Niederösterreich

Der Jüdische Friedhof Baden befindet sich an der Halsriegelstraße südlich vom Stadtpfarrfriedhof Baden in der Stadtgemeinde Baden im Bezirk Baden in Niederösterreich. Der Jüdische Friedhof steht unter Denkmalschutz.

## Geschichte
Der 1873 errichtete Jüdische Friedhof wurde in Folge mehrfach erweitert. Beerdigt wurden Juden aus den Gerichtsbezirken Baden und Pottenstein, dem Ort Gumpoldskirchen sowie Personen jüdischen Glaubens, welche während des Kuraufenthaltes in Baden bzw. Bad Vöslau und weiters in der Lungenheilanstalt in Alland verstorben sind. 1904/1906 wurde nach den Plänen des Architekten Wilhelm Stiassny eine Zeremonienhalle erbaut. Das Bauwerk im Jugendstil wurde im Zuge der Novemberpogrome 1938 in der Nacht vom 9. zum 10. November von Badener Bürgern gesprengt.
Zu den auf den Friedhof bestatteten Personen gehört unter anderem die französisch-Schweizer Schriftstellerin und Friedensaktivistin Irma Schweitzer.
In der Zeit von 2017 bis 2021 fand eine umfangreiche Sanierung des Friedhofs in mehreren Teilschritten statt, die vom Fonds zur Instandsetzung der jüdischen Friedhöfe in Österreich und dem Land Niederösterreich gefördert wurde. Unter anderem wurden das Friedhofswärterhaus und die Umfassungsmauern saniert und die schief stehenden und umgefallenen Grabsteine wieder aufgerichtet.

## Architektur
Der Friedhof wurde mehrmals bis zur Größe von 12.500 m² erweitert. Ein Seitentrakt der Zeremonienhalle, in dem sich auch die Wohnung des Friedhofswärters befand, ist heute noch erhalten.